# 태인 은씨
태인 은씨(泰仁殷氏)는 전북특별자치도 정읍시 태인면을 본관으로 하는 한국의 성씨이다.시조  은홍순(殷弘淳)는 행주 은씨인 은윤보(殷추밀원의 아들로 고려에서 평장사(平章事)를 지냈다.

## 참고 자료
- “태인은씨(泰仁殷氏)”. 뿌리를 찾아서.[깨진 링크(과거 내용 찾기)]